# Magic Johnson
Earvin »Magic« Johnson mlajši, ameriški košarkar, * 14. avgust 1959, Lansing, Michigan, ZDA.
Magic Johnson je upokojeni ameriški košarkar, ki je igral na položaju organizatorja za Los Angeles Lakerse v ligi NBA. Po osvojitvi srednješolskega in univerzitetnega košarkarskega prvenstva ZDA, je bil leta 1979 izbran na naboru lige NBA s strani Lakersov. Že v svoji prvi profesionalni sezoni je ob naslovu prvaka osvojil nagrado za najkoristnejšega košarkarja finalne serije lige NBA, v osemdesetih letih je z Lakersi nato osvojil še štiri naslove prvaka. Leta 1991 se je upokojil kot košarkar po razkritju, da je okužen z virusom HIV, toda leta 1992 je vseeno zaigral na olimpijskem turnirju, kjer je z ameriško reprezentanco osvojil zlato medaljo, in Tekmi vseh zvezd lige NBA, kjer je osvojil nagrado za najkoristnejšega košarkarja tekme. Po protestu več košarkarjev lige se je ponovno upokojil, toda leta 1996 je v starosti 37-ih let odigral 32 tekem za Lakerse pred dokončno upokojitvijo.
Po trikrat je bil izbran za najkoristnejšega košarkarja rednega dela lige NBA in finalne serije lige NBA, dvanajstkrat Tekme vseh zvezd in desetkrat v prvo ali drugo postavo lige NBA. Štirikrat je bil najboljši podajalec sezone in je vodilni v podajah na tekmo skozi celotno kariero z 11,2.
Leta 1996 je bil izbran med 50 najboljših košarkarjev lige NBA, leta 2002 pa sprejet v Košarkarski hram slavnih. Ameriška športna mreža ESPN ga je leta 2007 razglasila za najboljšega organizatorja lige NBA vseh časov. Njegovo prijateljstvo in rivalstvo z zvezdnikom Boston Celticsov Larryjem Birdom, proti katerem se je pomeril v finalu študentske lige leta 1979 in treh finalnih serijah lige NBA, je bilo deležno veliko medijske pozornosti. Po upokojitvi Johnson deluje kot zagovornik varnih spolnih odnosov in preprečevanja širjenja HIV/AIDS, kakor tudi podjetnik, človekoljub in motivacijski govornik.

## Amaterska kariera

### Zgodnja leta
Earvin Johnson mlajši se je rodil očetu Earvinu starejšemu, delavcu General Motorsa, in materi Christine, šolski čistilki. Odraščal je v Lansingu, Michigan, in kot otrok vzljubil košarko, malikoval košarkarske zvezdnike, kot sta bila Earl Monroe in Marques Haynes, ter cele dneve prebil na košarkarskem igrišču.
Vzdevek Magic je dobil, kot je v starosti petnajstih let za Gimnazijo Everett dosegel trojni dvojček, 36 točk, 18 skokov in 16 podaj. 
Po tekmi mu je Fred Stabley starejši, športni novinar za Lansing State Journal, nadel ta vzdevek, kljub prepričanju Johnsonove matere, da je bogokleten. V svoji zadnji srednješolski sezoni je Johnson  Lansing Everette popeljal do razmerja zmag in porazov 27:1 s povprečjem 28,2 točke in 16.8 skoka na tekmo ter tudi do zmage po podaljšku v finalni tekmi prvenstva.

### Univerza Michigan State
Čeprav so se zanj zanimale ugledne univerze, kot sta Indiana in UCLA, se je Johnson odločil za igranje bližje doma. Odločal se je med univerzama Michigan in Michigan State. Odločil se je za slednjo, kjer mu je trener Jud Heathcote zagotovil igranje na mestu organizatorja. Sem ga je ob tem pritegnila tudi obetavna postava univerze.
Johnson sprva ni želel postati profesionalni košarkar, zato se je osredotočil na študij komuniciranja z željo postati televizijski komentator. V moštvu s kasneje izbranimi na naboru lige NBA Gregom Kelserjem, Jayem Vincentom in Mikom Brkovichem, je Johnson v debitantski sezoni dosegel povprečje 17,0 točke, 7,9 skoka in 7,4 podaje na tekmo ter pomagal klubu Michigan State Spartans do razmerja zmag in porazov 25:5, konferenčnega naslova in sodelovanja na zaključnem turnirju univerzitetne lige. Uvrstili so se med osem najboljših, nato pa tesno izgubili proti kasnejšim prvakom iz Kentuckyja.
V sezoni 1978/79 se je Michigan ponovno uvrstil na zaključni turnir, kjer so napredovali v finale proti klubu Indiane z Larryjem Birdom. V najbolj gledani univerzitetni košarkarski tekmi vseh časov je moštvo Michigana premagalo moštvo Indiane s 75:64, Johnson pa je bil izbran za najbolj izstopajočega košarkarja zaključnega turnirja. Po dveh sezonah v univerzitetni ligi, ko je povprečno dosegel 17,1 točke, 7,6 skoka in 7,9 podaje na tekmo, je bil izbran na naboru lige NBA za leto 1979.

## Profesionalna kariera

### Debitantska NBA sezona (1979–80)
Johnson je bil prvi izbor na naboru leta 1979, izbrali so ga Los Angeles Lakersi. Po naboru se je Johnson najbolj veselil igranja ob Kareemu Abdulu-Jabbarju, centru, ki je kasneje postal najboljši strelec v zgodovini lige NBA. Kljub dominanci pod košema pa Abdul-Jabbarju Lakersov ni uspelo popeljati do naslova prvaka lige NBA, pri čemer naj bi mu Johnson pomagal. Dosegel je povprečje 18,0 točke, 7,7 skoka in 7,3 podaje na tekmo v sezoni ter bil izbran v postavo najboljših novincev in začetno postavo Tekme vseh zvezd.
Lakersi so v rednem delu sezone dosegli razmerje zmag in porazov 60:22 v rednem delu sezone ter se v končnici lige prebili do finala, kjer so se pomerili z ekipo Philadelphia 76ers, ki jih je na parketu vodil Julius Erving. Lakersi so v seriji povedli s 3:2 v zmagah, toda Abdul-Jabbar, ki je v finalni seriji dosegal povprečno 33 točk na tekmo, si je v peti tekmi zvil gleženj in ni mogel igrati na naslednji tekmi. Trener Paul Westhead se je odločil, da bo na šesti tekmi Johnson začel na položaju centra. Na tekmi je dosegel 42 točk, 15 skokov, sedem podaj in tri ukradene žoge, ter popeljal svoj klub do zmage s 123:107 na tekmi, na kateri je igral na položajih centra, krila in organizatorja. S tem si je Johnson kot edini debitant v zgodovini lige NBA prislužil nagrado za najkoristnejšega košarkarja finalne serije, njegova igra na zadnji tekmi finala pa velja za eno najboljših v zgodovini lige. S tem je postal tudi eden štirih košarkarjev z osvojenimi naslovi v univerzitetni ligi in ligi NBA v zaporednih sezonah.

### Vzponi in padci (1980–83)
Zgodaj v sezoni 1980/81 je Johnson utrpel poškodbo levega kolena, zaradi katere je moral izpustiti 45 tekem, za rehabilitacijo pa je dejal, da je bila nekaj najhujšega, kar je doživel. V moštvo se je vrnil pred začetkom končnice, toda pomočnik trenerja in kasnejši glavni trener Lakersov Pat Riley je kasneje razkril, da je Johnsonov močno pričakovan povratek v moštvo prinesel razkol. V prvem krogu končnice so se pomerili s Houston Rocketsi, ki so zmagali z 2:1 v seriji po zgrešenem metu Johnsona v zadnjih sekundah odločilne tretje tekme.
Med tekmovalnim premorom je Johnson podpisal 25-letno pogodbo z Lakersi v vrednosti 25 milijonov dolarjev, kar je bila tedaj najvišja pogodba v zgodovini športa. V začetku sezone se je Johnson sprl s trenerjem Westheadom, za katerega je dejal, da je kriv za počasno in predvidljivo igro kluba. Po zahtevi Johnsona, da ga prodajo v drug klub, je lastnik Lakersov Jerry Buss odpustil Westheada in ga nadomestil z Rileyem. Čeprav je zanikal odgovornost za zamenjavo Westheada, je bil Johnson deležen žvižgov gledalcev, celo s strani Lakersovih navijačev. Kljub temu je dosegel povprečno 18,6 točke, 9,6 skoka, 9,5 podaje in rekord lige 2,7 podaje na tekmo ter bil izbran v drugo postavo lige. Postal je tudi tretji košarkar, ob Wiltu Chamberlainu in Oscarju Robertsonu, ki je v eni sezoni dosegel po 700 točk, skokov in podaj. Lakersi so se uvrstili v končnico sezone 1981/82 in se še drugič v treh letih v finalu lige pomerili s Philadelphio. S trojnim dvojčkom Johnsona na odločilni šesti tekmi so Lakersi zmagali s 4:2, Johnson pa je drugič osvojil nagrado za najkoristnejšega košarkarja finalne serije, v kateri je dosegel povprečno 16,2 točke z odstotkom zadetih metov 53,5, 10,8 skoka, 8,0 podaje in 2,5 ukradene žoge na tekmo. Kasneje je povedal, da so v njegovi tretji sezoni Lakersi postali veliko moštvo, zasluge za to pa je pripisal trenerju Rileyju.
V sezoni 1982/83 je Johnson dosegel povprečno 16,8 točke, 10,5 podaje in 8,5 skoka na tekmo ter bil prvič izbran v najboljšo postavo lige. Lakersi so se ponovno uvrstili v finale, kjer so se še tretjič pomerili s Sixersi, zdaj z Ervingom in tudi Mosesom Malonom. Finalno serijo so morali pri Lakersih zaradi poškodbe izpustiti Norm Nixon, James Worthy in Bob McAdoo, Sixers so v finalni seriji zmagali s 4:0, Malone pa je bil izbran za najkoristnejšega košarkarja finalne serije. Johnson je v finalni seriji dosegel 19,0 točke z odstotkom zadetih metov 40,3, 12,5 podaje in 7,8 skoka na tekmo.

### Rivalstvo s Celticsi (1983–87)
V svoji peti sezoni 1983/84 je Johnson dosegel povprečno dvojni dvojček 17,6 točke in 13,1 podaje na tekmo, kot tudi 7,3 skoka. Lakersi so se tretjo sezono zapored uvrstili v finale, kjer so se prvič v končnici srečali s Celticsi z Birdom. V prvi tekmi serije so Lakersi zmagali in v drugi vodili za dve točki osemnajst sekund pred koncem, toda po polaganju Geralda Hendersona Johnson ni uspel metati pred iztekom rednega dela tekme, Lakersi pa so izgubili s 121:124 po podaljšku. V tretji tekmi je Johnson na poraz reagiral z 21-imi podajami za zmago 137:104, toda v naslednji tekmi je ponovno naredil nekaj odločilnih napak v končnici tekme. V zadnji minuti mu je namreč Robert Parish ukradel žogo, nato pa je še zgrešil dva prosta meta za zmago. Celticsi so nato to tekmo dobili in izenačili na 2:2 v seriji, po šestih tekmah pa je bilo 3:3. Na odločilni sedmi tekmi v Bostonu so Lakersi zaostajali za tri točke v zadnji minuti, ko je domači košarkar Dennis Johnson Johnsonu ukradel žogo, s čimer je bila tekma in tudi serija odločena. Prijatelja Isiah Thomas in Mark Aguirre sta ga preko noči tolažila, med tem ko so pred hotelom, kot tudi drugje v Bostonu navijači proslavljali naslov prvaka lige NBA. V finalni seriji je imel Johnson povprečje 18,0 točke z odstotkom zadetih metov 56,0, 13,6 podaje in 7,7 skoka na tekmo. Kasneje je finalno serijo te sezone opisal kot edino, ki bi jo morali dobiti, a je niso.
V rednem delu sezone 1984/85 je Johnson dosegel povprečje 18,3 točke, 12,6 podaje in 6,2 skoka na tekmo ter popeljal Lakerse v finale, kjer so se ponovno pomerili s Celticsi. Finalna serija se je za Lakerse začela porazno, saj so v prvi tekmi prejeli rekordnih 148 točk in izgubili z razliko 34-ih točk. Toda Abdul-Jabbar, ki je bil zdaj star osemintrideset let, je dosegel 30 točk in 17 skokov na drugi tekmi ter 36 točk na peti, s čimer je svojemu klubu pomagal do vodstva s 3:2 v zmagah. Lakersi so finalno serijo odločili z zmago v šesti tekmi. Tako Abdul-Jabbar kot Johnson, ki je dosegel povprečno 18,3 točke, 14,0 podaje in 6,8 skoka na tekmo v finalni seriji, sta označila to finalno serijo za vrhunec svojih karier.

Johnsonu je v sezoni 1985/96 ponovno uspelo povprečno doseči dvojni dvojček s 18,8 točke in 12,6 podaje na tekmo ter 5,9 skoka. Lakersi so se uvrstili v konferenčni finale, kjer so jih izločili Houston Rocketsi, ki so se v finalno serijo uvrstili v petih tekmah. V sledeči sezoni 1986/87 je Johnson dosegel rekord kariere s povprečjem 23,9 točke, ob tem pa še 12,2 podaje in 6,3 skoka na tekmo, in si s tem prislužil prvo nagrado za najkoristnejšega košarkarja rednega dela sezone. Lakersi so se še tretjič v finalni seriji pomerili s Celticsi, v četrti tekmi je Johnson s košem v zadnji sezoni preko Parisha in Kevina McHala zadel za zmago 107:106. Zmagovalni koš, ki ga je Johnson poimenoval »junior, junior, junior sky-hook« je Los Angelesu pripomogel k zmagi v šestih tekmah. Johnson je tretjič osvojil nagrado na najkoristnejšega košarkarja finalne serije, v kateri je dosegel povprečje 26,2 točke z odstotkom zadetih metov 54,1, 13,0 podaje, 8,0 skoka in 2,33 ukradene žoge na tekmo.

### Ubranitev in padec (1987–91)
Pred začetkom sezone 1987/88 je trener Pat Riley javno obljubil ubranitev naslova lige NBA, čeprav to še nobenem klubu ni uspelo od Celticsov leta 1969. Johnson je imel ponovno uspešno sezono s povprečjem 19,6 točke, 11,9 podaje in 6,2 skoka na tekmo. V končnici so Lakersi preživeli dve seriji s sedmimi tekmami proti Utah Jazzom in Dallas Mavericksom za uvrstitev v finalno serijo proti Detroit Pistonsom z Isiahom Thomasom, znanimi kot »Bad Boys« zaradi izrazito telesnega načina igre. Johnson in Thomas sta se pred začetkom prve tekme finala pozdravila s poljubom na lice, kar sta označila kot prikaz bratske ljubezni. Po izenačenju na 3:3 po šestih tekmah je Lakersovo krilo in najkoristnejši košarkar finalne serije James Worthy dosegel svoj prvi trojni dvojček v karieri s 36-imi točkami, 16-imi skoki in 10-imi podajami, ter svoj klub popeljal do zmage s 108:105. Tudi Johnson je imel uspešno statistiko v finalni seriji s povprečjem 21,1 točke z odstotkom zadetih metov 55,0, 13,0 podaje in 5,7 skoka na tekmo.
V sezoni 1988/89 je Johnson redni del končal s povprečjem 22,5 točke, 12,8 podaje in 7,9 skoka na tekmo, s čimer si je drugič prislužil nagrado za najkoristnejšega košarkarja rednega dela sezone, Lakersi pa so uvrstili v finalno serijo, kjer so se spet pomerili s Pistonsi. Toda po poškodbi Johnsona na drugi tekmi finalne serije, so Lakersi izgubili serijo brez dobljene tekme z 0:4.
Prvič brez Abdula-Jabbara kot soigralca, je Johnson v sezoni 1989/90 še tretjič osvojil nagrado za najkoristnejšega košarkarja rednega dela sezone, v kateri je povprečno dosegel 22,3 točke, 11,5 podaje in 6,6 skoka na tekmo. Toda v konferenčnem polfinalu so Lakersi izpadli proti Phoenix Sunsom, kar je bil za klub najzgodnejši izpad iz končnice v devetih letih. Johnson je tudi v sezoni 1990/91 zadržal podobno povprečje s 19,4 točke, 12,4 podaje in 7,0 skoka na tekmo, Lakersi pa so se uspeli uvrstiti v finale. Tam so se srečali s Chicago Bullsi in Michaelom Jordanom. Čeprav so mediji dvoboj predstavljali kot osebni boj med Johnsonom in Jordanom, je Scottie Pippen uspešno pokrival Johnsona. Slednji je dvakrat v seriji dosegel trojni dvojček, vseeno pa je Jordan osvojil nagrado za najkoristnejšega košarkarja finalne serije in svoj klub tudi popeljal do zmage s 4:1. V svoji zadnji finalni seriji v karieri je Johnson dosegel povprečno 18,6 točke z odstotkom zadetih metov 43,1, 12,4 podaje in 8,0 skoka na tekmo.

### Virus HIV in olimpijske igre (1991–92)
Po zdravniškem pregledu pred sezono 1991/92 je Johnson izvedel, da je pozitiven na HIV. Na novinarski konferenci 7. novembra 1991 je javno oznanil takojšnjo upokojitev. Povedal je še, da njegova žena Cookie in nerojeni otrok nimata HIV ter da bo posvetil svoje življenje borbi proti tej smrtonosni bolezni. Najprej je zatrjeval, da ne ve kako se je okužil, kasneje pa priznal, da zaradi pogostega menjavanja spolnih partnerjev tekom svoje košarkarske kariere. V tistem času je veljalo, da se le majhen delež HIV-pozitivnih okuži s heteroseksualnimi spolnimi odnosi, zato so se pojavile govorice, da je Johnson homoseksualec ali biseksualec, čeprav je sam zavrnil oboje. Kasneje je za razširjanje teh govoric obtožil Isiaha Thomasa, ki je to zavrnil. Johnsonova okuženost z virusom HIV je postala ena najodmevnejših novic v ZDA in je bila leta 2004 izbrana za sedmo najbolj nepozabno v predhodnih petindvajsetih letih na ESPN. Veliko novinarskih člankov je Johnsona označevalo za junaka, nekdanji predsednik ZDA George Bush starejši pa je ob tem dejal: »Zame je Magic junak. Junak za vsakega, ki ima rad šport.«
Kljub upokojitvi je bil Johnson s strani navijačev izbran v začetno peterko Tekme vseh zvezd lige NBA leta 1992, ki je potekala v dvorani Orlando Arena, nekdanja soigralca Byron Scott in A. C. Green pa sta mu svetovala naj ne igra. Tudi nekateri drugi košarkarji, med njimi tudi Karl Malone, so opozarjali na tveganje, če bi se med tekmo ranil. Toda Johnson je povedel zahodno selekcijo do zmage s 153:113 in bil izbran na najkoristnejšega košarkarja tekme, na kateri je dosegel rekordnih 25 točk, 9 podaj in 5 skokov. Tekma se je končala z njegovo trojko v zadnji minuti tekme, košarkarji obeh selekcij pa so stekli na parket in mu čestitali.
Vpoklican je bil tudi za nastop na Olimpijskih igrah v Barceloni v ameriški reprezentanci z vzdevkom Dream Team zaradi velikega števila zvezdnikov iz lige NBA v postavi. Na turnirju, ki ga je reprezentanca ZDA osvojila, je Johnson igral neredno zaradi težav s poškodbo kolena, toda s strani gledalcev je večkrat dobil stoječe ovacije, njegov nastop pa je bil tudi navdih za ljudi okužene z virusom HIV.

### Po olimpijadi in kasnejše življenje
Pred sezono 1992/93 je Johnson razkril svoj načrt vrnitve v ligo NBA. Po treningu in igranju na več pripravljanjih tekmah pa se je odločil za preklic vrnitve zaradi polemike okrog njegove vrnitve s strani več tedaj aktivnih košarkarjev. Po upokojitvi je napisal knjigo o varnih spolnih odnosih, sodeloval pri več poslovnih projektih, delal kot strokovni sokomentator za NBC ter sodeloval na turneji po Aziji in Avstraliji z moštvom, sestavljenim iz nekdanjih univerzitetnih in NBA košarkarjev.
V ligo NBA se je vrnil kot trener ob koncu sezone 1993/94, ko je pri Lakersih zamenjal Randyja Pfunda. Po petih porazih na šestih tekmah je napovedal odstop po koncu sezone in junija 1994 nakup 5 % deleža v klubu. V sezoni 1995/96 se je Johnson v starosti šestintridesetih let ponovno poskušal vrniti v ligo NBA kot košarkar. Na položaju krila je dosegal povprečno 14,6 točke, 6,9 podaje in 5,7 skoka na tekmo v zadnjih 32-ih tekmah sezone. Po porazu v prvem krogu končnice proti Houston Rocketsom se je Johnson dokončno upokojil z besedami: »Poslavljam se pod mojimi pogoji, kar ob preklicani vrnitvi leta 1992 ni veljalo.«

## Izven igrišča

### Zasebno življenje
Johnson je postal prvič oče leta 1981, ko se je sin Andre Johnson rodil Melissi Mitchell. Čeprav ga je vzgajala mati, je vsako poletje obiskoval Johnsona, od oktobra 2005 pa dela v podjetju Magic Johnson Enterprises kot direktor trženja. Leta 1991 se je Johnson poročil z Earlitho »Cookie« Kelly na majhni poroki v Lansingu, ki so se jo udeležili tudi Thomas, Aguirre in Herb Williams. Johnson in Cookie imata enega sina Earvina III, leta 1995 pa sta posvojila hči Eliso.

### Mediji in poslovni svet
Leta 1998 je Johnson vodil pozno večerno pogovorno oddajo The Magic Hour na televizijski mreži Fox, toda po dveh mesecih je bila zaradi nizke gledanosti ukinjena. Vodi podjetje Magic Johnson Enterprises v vrednosti 700 milijonov dolarjev, njegove hčerinske družbe so promocijsko podjetje Magic Johnson Productions, veriga kinematografov Magic Johnson Theaters in filmski studio Magic Johnson Entertainment. Johnson je delal tudi kot motivacijski govornik in sedem let kot komentator tekem lige NBA na televiziji Turner Network, od leta 2008 pa skrbi za analizo v oddaji mreže ESPN NBA Countdown. Leta 1994 je Johnson postal manjšinski lastnik Lakersov, za lastniški delež naj bi plačal več kot 10 milijonov dolarjev. Krajši čas je bil tudi podpredsednik kluba. Oktobra 2010 je prodal svoj delež v Lakersih. Leta 2006 je v partnerstvu s Sodexo USA ustanovil podružnično podjetje Sodexo-Magic.

### Politika
Johnson je podpornik Demokratske stranke. Leta 2006 je javno podprl kandidaturo Phila Angelidesa za guvernerja Kalifornije, leta 2007 Hillary Clinton za predsednico ZDA, leta 2010 pa še Barbaro Boxer na senatorskih volitvah v Kaliforniji.

### HIV aktivizem
Po javnem razkritju okužbe novembra 1991 je Johnson ustanovil Fundacijo Magica Johnsona za boj proti HIV, čeprav je kasneje razširil cilje dobrodelne fundacije. Leta 1992 se je pridružil Državni komisiji za AIDS, a jo zapustil po osmih mesecih, ker naj ne bi naredila dovolj v boju proti bolezni. Bil je glavni govorec na konferenci Združenih narodov ob svetovnem dnevu boja proti aidsu leta 1999 in pri Združenih narodih deloval tudi kot glasnik miru.
Virus HIV se je povezoval z odvisniki od droge in homoseksualci, Johnsonove kampanje pa so opozarjale, da tveganje okužbe ni omejeno le na določene skupine. Svoj cilje je opisal kot pomoč pri izobraževanju ljudi o virusu HIV ter preprečevanju diskriminacije ljudi okuženih z HIV in AIDS. Nekatere organizacije so ga kritizirale zaradi premalo poudarka na preprečevanju širjenje virusa.
Da se njegova okužba z virusom HIV ne razvije v AIDS, Johnson dnevno jemlje kombinacijo različnih zdravil. Sodeloval je pri oglaševanju zdravil podjetja GlaxoSmithKline in s podjetjem Abbott Laboratories pri oglaševanju boja proti aidsu med Afroameričani.

## Košarkarski dosežki
Johnson je v ligi NBA odigral 906 prvenstvenih tekem rednega dela, na katerih je dosegel 17.707 točk, 10.141 podaj in 6.559 skokov, kar pomeni v povprečju 19,5 točke, 11,2 podaje in 7,2 skoka na tekmo, po podajah na tekmo je rekorder v zgodovini lige NBA. Deli si rekord za število podaj na tekmi končnice (24), sam pa drži rekorda za število podaj na tekmi finalne serije (21) in za skupno število podaj v končnici (2.346). Drži tudi rekorda za število podaj na Tekmi vseh zvezd (22) in skupno število podaj na Tekmah vseh zvezd (127). Vpeljal je stil košarkarske igre hitrega ritma, imenovan »Showtime«, ki vsebuje podaje brez pogleda v hitrih nasprotnih napadih, polaganja iz pol-razdalje ter preigravanja in mete prek glave iz rakete. Soigralec pri Lakersih Michael Cooper je dejal: »Večkrat se je pripetilo, da nisem bil prepričan, kam leti Johnsonova podaja. Nato pa jo je eden od soigralcev ujel in zadel, sam pa sem si ob vračanju v obrambo mislil, da je podaja morala iti skozi katerega od nasprotnih košarkarjev.« Johnson je bil izreden tudi zaradi dejstva, da je igral na položaju organizatorja kljub višini 206 cm, ki je sicer običajna za krilne košarkarje ali centre. Združeval je sposobnost krila, centrske igre enega proti enem in obvladovanja žoge značilne za branilce, zaradi česar je bil eden najnevarnejših košarkarjev za dosego trojnega dvojčka vseh časov. Njegovih 138 tovrstnih dosežkov je drugi najboljši rezultat v NBA za Oscarjem Robertsonom, ki jih je dosegel 181.
Za svoje dosežke je bil Johnson leta 1996 izbran med 50 najboljših košarkarjev lige NBA vseh časov in leta 2002 sprejet v Košarkarski hram slavnih. Leta 2006 ga je športna mreža ESPN razglasila za najboljšega organizatorja lige NBA vseh časov z obrazložitvijo: »Lahko bi dokazovali, da je on edini košarkar v zgodovini lige NBA, ki je bil boljši od Michaela Jordana«. Več njegovih dosežkov na posameznih tekmah je bilo izbranih med največje trenutke v ligi NBA.

### Rivalstvo z Larryjem Birdom
Johnson in Larry Bird sta bila prvič označena za rivala po tem, ko je Johnsonovo moštvo Michigana premagalo Birdovo moštvo Indiane v finalu univerzitetne lige leta 1979. Rivalstvo se je nadaljevalo tudi v ligi NBA, kjer je doseglo vrhunec med letoma 1984 in 1987, ko sta se Boston in Los Angeles trikrat zapored pomerila v finalni seriji za naslov prvaka. Johnson je tedaj razložil, da se zanj redni del sezone deli na 80 običajnih tekem in dve tekmi med Lakersi in Celticsi, Bird pa je priznal, da je najprej zjutraj pogledal Johnsonov strelski izkupiček iz večerne tekme.
Več športnih novinarjev je pojasnjevalo privlačnost rivalstva med Johnsonom in Birdom z dejstvom, da je le-to prestavljalo toliko kontrastov, kot je rivalstvo med Lakersi in Celticsi, med bliščem Hollywooda ter delavskim okoljem Bostona oziroma Indiane ter med črnci in belci. Rivalstvo je bilo pomembno tudi, ker je povrnilo zanimanje javnosti za ligo NBA. Pred tem se je namreč desetletje spopadala z zmanjševanjem zanimanja javnosti in gledanosti tekem. Z njima pa je liga pridobila novo generacijo navijačev, ki sta jih privlačila bodisi tradicionalni stil igre Birda, bodisi Johnsonov sodobni slog. Športni novinar Larry Schwartz iz mreže ESPN je zapisal, da sta Johnson in Bird ligo NBA rešila pred bankrotom.
Kljub rivalstvu na parketu, pa sta Johnson in Bird leta 1984 postala dobra prijatelja med snemanjem reklame za športne copate Converse, v kateri sta prikazana kot sovražnika. Johnson se je udeležil slovesnosti ob Birdovi upokojitvi leta 1992 in označil Birda kot doživljenjskega prijatelja. Med Johnsonim sprejetjem v hram slavnih je prireditev vodil prav Bird.